# Pernilla August
Pernilla August, tên khai sinh Mia Pernilla Wallgren (Wikipedia tiếng Thụy Điển và IMDb ghi là Mia Pernilla Hertzman-Ericson), sinh ngày 13.2.1958 là nữ diễn viên người Thụy Điển.

## Cuộc đời và Sự nghiệp
Bà sinh tại Stockholm, Thụy Điển. Bà bắt đầu diễn xuất ở trường học và trên sân khấu từ khi còn nhỏ. Năm 1975 bà bắt đầu học diễn xuất. Bà được Ingmar Bergman chú ý tới và cho đóng vai Fanny trong phim Fanny och Alexander của ông. Sau đó bà diễn xuất trong phim The Serpent's Way của Bo Widerberg.
Bà đã diễn xuất trong nhiều kịch nổi tiếng như vở Hamlet của William Shakespeare, A Doll's House của Henrik Ibsen, và Three Sisters của Anton Chekhov. Nhiều người nói tiếng Anh biết đến bà trong vai diễn Shmi Skywalker (mẹ của Anakin Skywalker/Darth Vader) trong phim Star Wars. Bà cũng xuất hiện trong phim The Young Indiana Jones Chronicles, đóng vai Trinh nữ Maria trong phim truyền hình Mary, Mother of Jesus (Maria, mẹ chúa Giêsu) năm 1999, và vai người đặt bom trong phim Thụy Điển Sprängaren (2001).

## Đời tư
August đã kết hôn 2 lần: lần đầu với Klas Östergren, lần thứ hai với đạo diễn Bille August (1991 - 1997). Bà có ba con gái: Agnes, Asta và Alba.

## Danh mục phim
- 1975: Giliap
- 1981: Tuppen
- 1982: Fanny och Alexander
- 1986: Ormens väg på hälleberget
- 1989: Den goda viljan (TV-serie)
- 1996: Enskilda samtal
- 1996: Jerusalem
- 1997: Larmar och gör sig till
- 1998: Glasblåsarns barn
- 1998: Sista kontraktet
- 1999: Där regnbågen slutar}}
- 1999: Star Wars: tập I - Det mörka hotet
- 2000: Gossip
- 2001: Sprängaren
- 2002: Star Wars: tập II - Klonerna anfaller}}
- 2002: Jag är Dina
- 2003: Detaljer
- 2003: Om jag vänder mig om
- 2004: Rancid
- 2005: Doxa
- 2005: Mun mot mun
- 2009: Kenny Begins

## Giải thưởng
- Giải cho nữ diễn viên xuất sắc nhất tại Liên hoan phim Cannes năm 1992, cho vai diễn trong phim Den goda viljan.[1]